# 20. konjeniški polk (Italija)
20. konjeniški polk Cavalleggeri di Roma (izvirno italijansko 20º Reggimento di Cavalleria di linea) je bil konjeniški polk Kraljeve italijanske kopenske vojske.